# La Haye-le-Comte
La Haye-le-Comte is een gemeente in het Franse departement Eure (regio Normandië) en telt 115 inwoners (1999). De plaats maakt deel uit van het arrondissement Les Andelys. De Nederlandse vertaling van deze plaatsnaam komt overeen met de officiële/ouderwetse naam voor Den Haag: 's-Gravenhage, oftewel De Haag van de Graaf.

## Geografie
De oppervlakte van La Haye-le-Comte bedraagt 3,3 km², de bevolkingsdichtheid is 34,8 inwoners per km².
De onderstaande kaart toont de ligging van La Haye-le-Comte met de belangrijkste infrastructuur en aangrenzende gemeenten.

## Demografie
Onderstaande figuur toont het verloop van het inwonertal (bron: INSEE-tellingen).